# Into the Wild Life
Into the Wild Life är det tredje studioalbumet med hårdrocksbandet Halestorm från 2015.

## Låtlista
1. Scream (Lzzy Hale, Joe Hottinger, David Bassett) - 4:01
2. I Am The Fire (Lzzy Hale, Joe Hottinger, Scott Stevens) - 3:37
3. Sick Individual (Lzzy Hale, Joe Hottinger, Scott Stevens) - 3:27
4. Amen (Lzzy Hale, Joe Hottinger, Scott Stevens) - 2:58
5. Dear Daughter (Lzzy Hale, Joe Hottinger, David Bassett) - 4:46
6. New Modern Love (Lzzy Hale, Joe Hottinger, David Bassett) - 3:38
7. Mayhem (Lzzy Hale, Joe Hottinger, David Bassett) - 3:38
8. Bad Girl's World (Lzzy Hale, Joe Hottinger, John Joseph Joyce) - 5:08
9. Gonna Get Mine (Lzzy Hale, Joe Hottinger, Josh Smith) - 2:57
10. The Reckoning (Lzzy Hale, Scott Stevens) - 3:44
11. Apocalyptic (Lzzy Hale, Nate Campany, Scott Stevens) - 3:17
12. What Sober Couldn't Say (Lzzy Hale, Joe Hottinger, Natalie Hemby, Scott Stevens) - 3:33
13. I Like It Heavy (Lzzy Hale, Joe Hottinger, Scott Stevens, Zach Malloy) - 4:53

### Deluxe Edition
14. Jump The Gun (Lzzy Hale, Joe Hottinger, Scott Stevens, Jaren Johnston) - 3:08 

15. Unapologetic (Lzzy Hale, Joe Hottinger, John Joseph Joyce, Hillary Lindsey) - 4:09

#### Japansk Deluxe Edition
16. Drunk Pretty (Lzzy Hale, Joe Hottinger, John Joseph Joyce, Natalie Hemby) - 3:02

## Singlar
- Apocalyptic Släpptes 12 januari 2015
- Amen Släpptes 3 maj 2015
- I Am The Fire Släpptes 1 september 2015
- Sick Individual (PR-Singel) Släpptes 2015
- Mayhem Släpptes 1 februari 2016
- I Like It Heavy (PR-Singel) Släpptes 2016